# Exposició Universal de Gant (1913)
L'Exposició Universal de Gant va tenir lloc del 27 d'abril al 3 de novembre de 1913 a Gant, Bèlgica.
El tema d'aquesta exposició va ser la commemoració del 75è aniversari de la independència de Bèlgica.

## Dades
- Superfície: 130 hectàrees.
- Països participants: 26
- Visitants: 3.503.419
- Cost de l'Exposició: 3.300.000 $.